# 川俣則幸
川俣 則幸（かわまた のりゆき、1967年5月9日 - ）は、日本の元サッカー選手、サッカー指導者。
選手としては、JSLの日立に1シーズン所属しただけで現役を引退。
直後に指導者の道に進み、翌シーズンからは日産自動車および横浜マリノスで日本人初のフィジカルコーチ、1997年からは名古屋グランパスエイト、2000年は湘南ベルマーレでGKコーチを務めた。
各年代日本代表のスタッフにも入り、2002年W杯日韓大会の日本代表、2004年アテネオリンピックのU-23日本代表でGKコーチを務めた。
2004年にS級ライセンスを取得。現在は日本サッカー協会のナショナルコーチングスタッフ。

## 所属クラブ
- 1980年-1983年 入間市立藤沢中学校
- 1983年-1986年 埼玉県立川越高等学校
- 1986年-1990年 筑波大学
- 1990年4月-1991年6月 日立製作所本社サッカー部

## 個人成績
| 国内大会個人成績 | 国内大会個人成績 | 国内大会個人成績 | 国内大会個人成績 | 国内大会個人成績 | 国内大会個人成績 | 国内大会個人成績 | 国内大会個人成績  | 国内大会個人成績 | 国内大会個人成績 | 国内大会個人成績 | 国内大会個人成績 |
| 年度             | クラブ           | 背番号           | リーグ           | リーグ戦         | リーグ戦         | リーグ杯         | リーグ杯          | オープン杯       | オープン杯       | 期間通算         | 期間通算         |
| 年度             | クラブ           | 背番号           | リーグ           | 出場             | 得点             | 出場             | 得点              | 出場             | 得点             | 出場             | 得点             |
| 日本             | 日本             | 日本             | 日本             | リーグ戦         | リーグ戦         | JSL杯            | JSL杯             | 天皇杯           | 天皇杯           | 期間通算         | 期間通算         |
| ---------------- | ---------------- | ---------------- | ---------------- | ---------------- | ---------------- | ---------------- | ----------------- | ---------------- | ---------------- | ---------------- | ---------------- |
| 1990-91          | 日立             |                  | JSL2部           | 0                | 0                | 0                | 0                 |                  |                  |                  |                  |
| 通算             | 日本             | 日本             | JSL2部           | 0                | 0                | 0                | 0\|\|\|\|\|\|\|\| |                  |                  |                  |                  |
| 総通算           | 総通算           | 総通算           | 総通算           | 0                | 0                | 0                | 0\|\|\|\|\|\|\|\| |                  |                  |                  |                  |

## 指導歴

### クラブ
- 1991年-1996年 日産自動車/横浜マリノス：フィジカルコーチ
- 1997年-1999年 名古屋グランパスエイト：GKコーチ
- 2000年 湘南ベルマーレ：GKコーチ

### 代表
- 1997年1月-7月 U-20日本代表：GKコーチ
- 1999年4月-2000年1月 U-18日本代表：GKコーチ
- 2001年3月-2002年6月 日本代表：GKコーチ
- 2002年8月-2004年8月 U-21、U-22、U-23日本代表：GKコーチ
- 日本サッカー協会 ナショナルコーチングスタッフ